# Elbekay Bouchiba
Elbekay Bouchiba (Weert, 1º novembre 1978) è un ex calciatore olandese, di ruolo centrocampista.

## Carriera
Ha iniziato la sua carriera calcistica al Willem II per poi trasferirsi nell'AZ Alkmaar e nello Sparta Rotterdam, squadre in cui ebbe un posto da titolare. Dopo aver trascorso due stagioni nel Twente e nel Roda JC, si trasferisce in Qatar per giocare con l'Al-Wakrah e con l'Al-Shamal.
Nel 2011 si trasferisce al Toronto.